# Illuminati (canção)
"Illuminati" é o sexto single da banda japonesa Malice Mizer, lançado pela Nippon Columbia em 20 de maio de 1998. Composta por Közi, alcançou a 7ª posição na Oricon Singles Chart. É o quarto single do álbum Merveilles.

## Composição
"Illuminati" foi composta pelo guitarrista Közi. A letra, escrita por Gackt, faz referência a diversas teorias da conspiração. Foi descrita como tendo "temas eróticos pesados".

## Recepção
Na Oricon Singles Chart, o single alcançou a 7ª posição e permaneceu na parada por um total de 8 semanas, tornando-se o segundo single mais vendido da banda. Vendeu 117.410 cópias enquanto esteve na parada. "Illuminati" foi usado como tema de encerramento do programa "Downtown DX" da YTV e NTV.
A banda Moran gravou um cover de "Illuminati" para a coletânea Crush!2 -90's V-Rock Best Hit Cover Songs-. O álbum foi lançado em 23 de novembro de 2011 e traz bandas de visual kei mais recentes tocando covers de bandas importantes para o movimento visual kei dos anos 1990.

## Videoclipe
O videoclipe de "Illuminati" foi dirigido com a intenção de ser controverso ou chocante para seus espectadores. Foi filmado em um "estilo caótico e frenético", apresentando temas violentos e eróticos. Apresenta os membros do Malice Mizer "festejando" com corpos nus de mulheres e sendo submetidos a experimentos científicos.
O videoclipe foi creditado por influenciar a tendência de bandas visual kei do início dos anos 2000 de incorporar elementos de roupas fetichistas na moda gótica. Foi parodiado por Golden Bomber em seu single "Yokubo no Uta" (欲望の歌).

## Faixas
| N.º            | Título                             | Duração |  |
| 1.             | "Illuminati (P-Type)"              | 5:12    |  |
| 2.             | "N-p-s N-g-s (N-Type)"             | 4:27    |  |
| 3.             | "Illuminati (P-Type Instrumental)" | 5:12    |  |
| Duração total: | Duração total:                     | 14:51   |  |

## Créditos
- Gackt – vocais
- Mana – guitarra
- Közi – guitarra
- Yu~ki – baixo
- Kami – bateria